# Rock 'n' Roll Animal
Rock ’n’ Roll Animal je první koncertní album amerického rockového kytaristy a zpěváka Lou Reeda, vydané v roce 1974. Spolu s Reedem jej produkoval Steve Katz. Záznam pochází z 21. prosince 1973 v klubu Academy of Music v New Yorku. Při stejném koncertu vzniklo album Lou Reed Live (1975), obsahující jiné písně. Album se umístilo na 45. příčce hitparády Billboard 200, v Británii (UK Albums Chart) dosáhlo 26. místa. Ve Francii (SNEP) a USA (RIAA) bylo za počet prodaných nosičů oceněno zlatou deskou. Původní album obsahuje čtyři písně z repertoáru Reedovy bývalé kapely The Velvet Underground a pouze jedinou z jeho sólové tvorby. V roce 2000 vyšla remasterovaná edice alba, obsahující ještě dvě písně navíc, „How Do You Think It Feels“ a „Caroline Says I“.

## Seznam skladeb
| Pořadí         | Název                  | Autor                  | Původní album                        | Délka |
| -------------- | ---------------------- | ---------------------- | ------------------------------------ | ----- |
| 1.             | Intro/Sweet Jane       | Steve Hunter, Lou Reed | Loaded (1970)                        | 7:55  |
| 2.             | Heroin                 | Lou Reed               | The Velvet Underground & Nico (1967) | 13:05 |
| 3.             | White Light/White Heat | Lou Reed               | White Light/White Heat (1968)        | 5:15  |
| 4.             | Lady Day               | Lou Reed               | Berlin (1973)                        | 4:00  |
| 5.             | Rock & Roll            | Lou Reed               | Loaded (1970)                        | 10:17 |
| Celková délka: | Celková délka:         | Celková délka:         | Celková délka:                       | 40:32 |

## Obsazení
- Lou Reed – zpěv
- Pentti Glan – bicí, perkuse
- Steve Hunter – kytara
- Prakash John – baskytara, zpěv
- Dick Wagner – kytara, zpěv
- Ray Colcord – klávesy